# Cerodontha chonoterminalis
Cerodontha chonoterminalis är en tvåvingeart som beskrevs av Mitsuhiro Sasakawa 2005. Cerodontha chonoterminalis ingår i släktet Cerodontha och familjen minerarflugor. Inga underarter finns listade i Catalogue of Life.